# Teklin (gromada)
Teklin (od 30 VI 1960 Dziurdzioły) – dawna gromada, czyli najmniejsza jednostka podziału terytorialnego Polskiej Rzeczypospolitej Ludowej w latach 1954–1972.
Gromady, z gromadzkimi radami narodowymi (GRN) jako organami władzy najniższego stopnia na wsi, funkcjonowały od reformy reorganizującej administrację wiejską przeprowadzonej jesienią 1954 do momentu ich zniesienia z dniem 1 stycznia 1973, tym samym wypierając organizację gminną w latach 1954–1972.
Gromadę Teklin siedzibą GRN w Teklinie utworzono – jako jedną z 8759 gromad na obszarze Polski – w powiecie rawskim w woj. łódzkim, na mocy uchwały nr 37/54 WRN w Łodzi z dnia 4 października 1954. W skład jednostki weszły obszary dotychczasowych gromad Byliny, Byliny Nowe, Czerwonka, Czerwonka Nowa, Dziurdzioły, Lucjanów, Łochów, Łochów Nowy, Małgorzatów, Radwanka, Teklin, Wolica i Zielone ze zniesionej gminy Boguszyce w tymże powiecie. Dla gromady ustalono 16 członków gromadzkiej rady narodowej.
Gromadę zniesiono 30 czerwca 1960 w związku z przemianowaniem jednostki na gromada Dziurdzioły z siedzibą GRN w Dziurdziołach.